# Gastarbeider

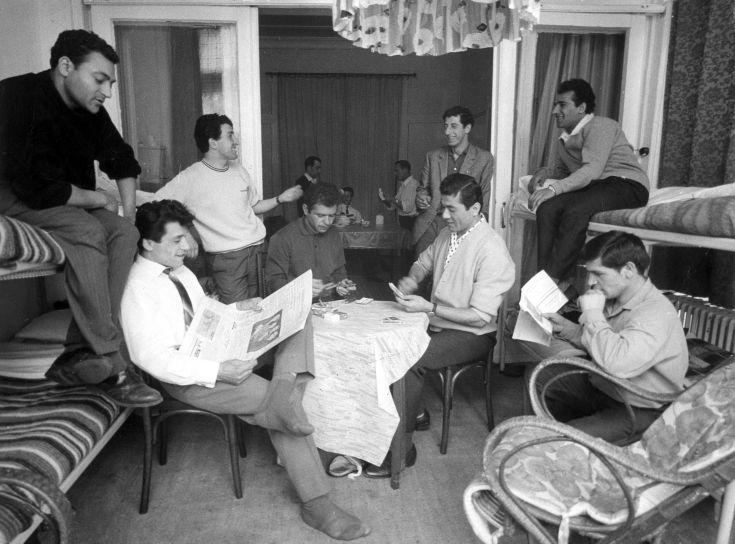
Pension met Turkse en Marokkaanse gastarbeiders in de jaren 1970, foto: Peter Mokveld.

Met gastarbeiders worden in Nederland en Vlaanderen mensen bedoeld die tijdelijk uit een ander land naar deze landen komen om daar arbeid te verrichten. De beweegredenen zijn vrijwel altijd economisch: er is te weinig werk in de thuislanden, het werk dat er is wordt slechter betaald en er is een tekort aan arbeiders in het gastland.
Tijdelijk houdt in dat het de bedoeling is terug te keren naar het land van herkomst. Als dat niet het geval is, is er sprake van immigratie en wordt de gastarbeider een immigrant.
Het woord is bedacht in de 1960er jaren toen grote bedrijven in veelal de zware industrie grote moeite hadden, voor de lonen die ze wilden betalen, mensen uit de lokale bevolking te vinden.  Ze stuurden gezanten naar het buitenland om daar mensen te werven. Het begrip is inmiddels verouderd, algemeen wordt tegenwoordig het begrip arbeidsmigratie gebruikt.

## Geschiedenis
De term gastarbeider is bekend uit een aantal decennia na de Tweede Wereldoorlog in Duitsland, België en Nederland maar het verschijnsel "arbeidsmigratie" is internationaal en van alle tijden en culturen. In de hele geschiedenis en overal ter wereld waar behoefte was en is aan werkkracht en soldaten, werden deze, al dan niet vrijwillig, van elders gehaald. Als dat niet op vrijwillige basis gebeurde, noemde men dat slavernij en de arbeiders slaven.
In 1519 bijvoorbeeld nam Augustin Grimaldi, toenmalig bisschop van Grasse in Frankrijk en overste van de monniken van het klooster op een van de eilanden Lérins voor de kust van Cannes, het initiatief om naast een van hun abdijen ten noorden van Cannes het stadje Valbonne te bouwen. Zijn bedoeling was de streek weer leven in te blazen nadat de bevolking in de omgeving van Cannes en wijde omtrek door de pest in 1351 behoorlijk was uitgedund. De monniken haalden om hun uitgebreide landerijen te bewerken veel gastarbeiders avant la lettre uit Italië, die onderdak vonden in het stadje Valbonne. Tot op heden wonen in die omgeving daarom nog veel in die tijd ingeburgerde Fransen met Italiaanse namen.

### Nederland

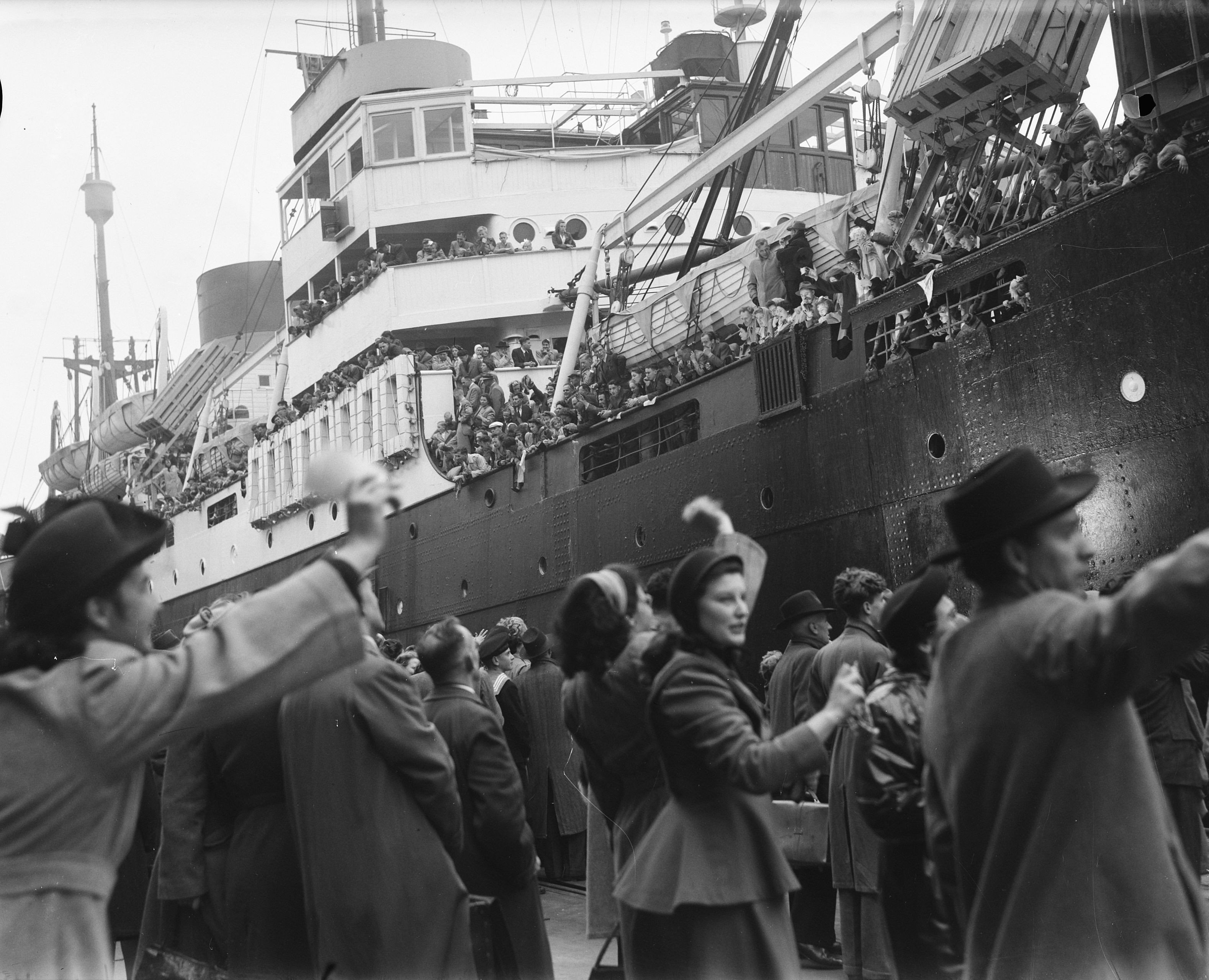
Vertrek motorschip Tabinta met Nederlandse emigranten naar Zuid-Afrika, Amsterdam, 1948, foto: P. Steenkamp, fotocollectie Anefo

Ook ver vóór de Tweede Wereldoorlog was er al gastarbeid. Sinds de 17e eeuw kwamen met name uit Duitsland jaarlijks tienduizenden mensen naar wat nu België en Nederland zijn, als ambachtslieden, huispersoneel, soldaat en matroos maar ook als seizoensarbeiders in de landbouw en turfsteek (hannekemaaiers, of Hollandgänger in het Duits). Grote winkelketens als Vroom & Dreesmann en C&A zijn door Duitse migranten in Nederland opgericht. Door het hoge vrouwenoverschot en de grote armoede vonden na de Eerste Wereldoorlog circa 200.000 vrouwen uit Duitsland en Oostenrijk werk als dienstbode, in de winkel of op de boerderij. In Amsterdam was er een speciaal opvanghuis. In 1930 werkten zo'n 12.000 buitenlandse arbeidskrachten in de Limburgse mijnen, ongeveer één derde van het totaal aantal mijnwerkers als gevolg van onvoldoende ervaren Nederlandse mijnwerkers. Zij kwamen vooral uit Duitsland, Polen en Slovenië. Wegens de crisis in de jaren 1930 moesten de mijnen inkrimpen: in 1939 was het aantal gastarbeiders teruggelopen tot 3.400, 10% van het totaal aan mijnwerkers.
Velen van deze werkers vestigden zich door de eeuwen heen permanent in Nederland. Naar schatting 98% van de Nederlanders heeft daarom buitenlandse voorouders. Omgekeerd zijn ook altijd veel mensen uit België en Nederland naar het buitenland getrokken. De uitstroom van Nederlanders was in de jaren 1950 enorm sterk. Met steun van de overheid emigreerden in die periode ongeveer 350.000 mensen naar vooral Canada, Australië en Nieuw-Zeeland.
Vanaf 1950 begon de economische situatie in Nederland te verbeteren. Er ontstond behoefte aan meer personeel in de industrie en het bedrijfsleven. Na het afsluiten van een wervingsverdrag kwamen de eerste Italiaanse gastarbeiders vanaf 1949 naar Nederland. Zij werkten voornamelijk in de kolenmijnen, en in de havens. Er was al een toeloop van Italiaanse mijnwerkers uit de Franse en Belgische mijnen. De Nederlandse Staatsmijnen (DSM) betaalden meer en de arbeidsomstandigheden waren beter. De eerste decennia kwamen gastarbeiders uit onder meer uit Polen, Joegoslavië, Griekenland en Italië.  
In 1964 sloot de Nederlandse regering een wervingsovereenkomst met Turkije als gevolg van het Associatieovereenkomst tussen de Europese Unie en Turkije, in 1969 volgde een Wervingsovereenkomst Nederland - Marokko. Veel gastarbeiders vonden al zoekend naar betere werkomstandigheden in de omliggende landen ook zelf de weg naar Nederland.
In Nederland werd de werving van gastarbeiders beëindigd in 1973 tijdens het linkse kabinet-Den Uyl (PvdA). Op dat moment waren er bijvoorbeeld 22.000 Marokkanen in Nederland. Ondanks dat er niet meer geworven werd en het aanvankelijk de bedoeling was dat gastarbeiders op een gegeven moment terugkeerden naar het land van herkomst, nam het aantal migranten toe. In 1980 telde Nederland 72.000 Marokkanen, in 1990 168.000 en in 2008 335.127. Bij de getallen van 1990 en 2008 zijn ook mensen geboren in Nederland uit Marokkaanse ouders inbegrepen en gaat het dus niet enkel om migranten.
Sinds 2004 geldt het vrij verkeer voor werknemers binnen de Europese Unie.

## Van gastarbeider tot arbeidsmigrant en allochtoon
Formeel gezien is iedereen die buiten het eigen land geboren is en daar een tijdje komt werken, een gastarbeider. Het is echter in het dagelijks spraakgebruik niet de gewoonte om West-Europeanen met die term aan te duiden.
Er zijn al vele termen gehanteerd om de groepen migranten en hun kinderen in Nederland en Vlaanderen te duiden. Gastarbeider is er daar een van, waarbij de nadruk ligt op de tijdelijkheid van het verblijf - als gast. Een synoniem hiervoor uit de ambtelijke terminologie is arbeidsmigrant, waarbij de nadruk ligt op arbeid.
De terminologie bleek voortdurend aan wijziging onderhevig omdat geen van de termen een accurate beschrijving gaf van de diverse bevolking, waardoor de termen na enige tijd een negatieve lading kregen en moeilijk hanteerbaar werden of als maatschappelijk onaanvaardbaar (discriminerend) werden beschouwd.
De sociologe Hilde Verwey-Jonker bedacht in 1971 het begrip allochtoon dat enkele decennia de meest gebezigde term was voor de groep van voormalige gastarbeiders uit de jaren 1960 en 1970 en hun nageslacht. De nadruk is hierbij verschoven naar het vreemdeling zijn. Het begrip allochtoon wordt onderverdeeld in westerse allochtoon en niet-westerse allochtoon. Onder westerse allochtonen wordt volgens het CBS verstaan: personen met ten minste één ouder of grootouder afkomstig uit Europa (exclusief Turkije), Noord-Amerika, Oceanië, Indonesië en Japan. De term zegt niets over de huidskleur of etniciteit van de uit die landen afkomstige personen. Met de term niet-westerse allochtoon wordt derhalve geen niet-blanke persoon bedoeld, hoewel dit wel zo bedoeld was door de bedenker van het woord. Omdat volgens sommigen de term allochtoon een negatieve connotatie kreeg, werd in 2006 door de PvdA-fractie in de Amsterdamse gemeenteraad een voorstel ingediend, om het gebruik van de term allochtoon in officiële stukken af te schaffen. Bij gebrek aan een alternatief bleek dit niet haalbaar. Sinds eind 2016 zijn de meeste overheidsinstellingen en media gestopt met het gebruik van het woord allochtoon en is het begrip persoon met migratieachtergrond geïntroduceerd. Personen met een niet-westerse migratieachtergrond komen uit landen in Afrika, Latijns-Amerika en Azië of Turkije, maar niet uit Indonesië en Japan.
Voor het verschijnsel "gastarbeid" wordt sinds de laatste eeuwwisseling steeds meer het begrip arbeidsmigratie gebruikt, wat geldt voor alle mensen die uit het buitenland naar Nederland komen voor werk, studie of onderzoek.